# كريمبوج
كريمبوج (جمع: crempogau) عبارة عن فطيرة ويلزية مصنوعة من الدقيق واللبن والبيض والخل والزبدة المملحة. يعد كريمبوج، الذي يُصنع تقليديًا على أحجار الخبز أو الشوايات، أحد أقدم الوصفات في ويلز. تُعرف أيضًا باسم بانكوس وكراموث ويتم تقديمها عادةً مكدسة مع الزبدة. يقدم تقليديًا في الاحتفالات في ويلز، مثل ثلاثاء الشروف وأعياد الميلاد.

## التحضير
بالنسبة لوصفة كريمبوج القياسية، تُذاب الزبدة في لبن زبدة دافئ ثم تُسكب في وعاء دقيق وتُخفق. من المفترض أن يبقى الخليط لبضع ساعات. يُصنع الخليط الثاني باستخدام السكر وبيكربونات الصودا والخل والبيض المخفوق. ثم يتم دمج المخاليط لعمل خليط ناعم وكثيف.
يُسكب الخليط السميك على خبز أو صينية خبز ساخنة على نار معتدلة. ينضج الكريمبوج حتى يصبح لونه ذهبيًا على كلا الجانبين ويقدم في كومة مع الزبدة المنتشرة على كل فطيرة.